# Juraj Neidhardt

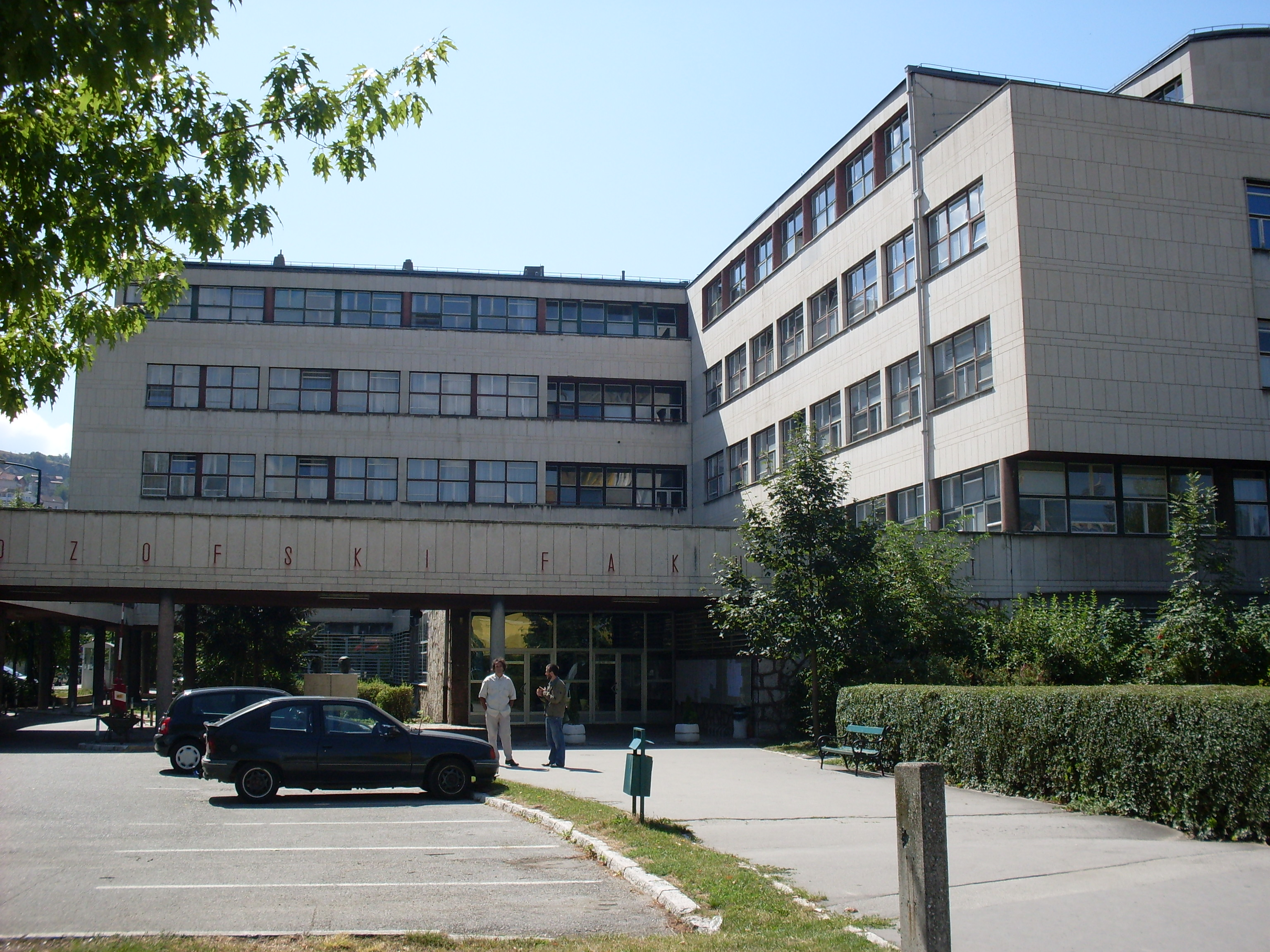
Faculty of Philosophy in Sarajevo (1955/59)

Juraj Neidhardt (pronuncia croata: [jûraj nǎjtxart]) (Zagabria, 15 ottobre 1901 – Sarajevo, 13 luglio 1979) è stato un architetto e urbanista jugoslavo, attivo soprattutto a Sarajevo.

## Biografia
Nato a Zagabria il 15 ottobre 1901, Neidhardt ha studiato architettura all'Accademia di belle arti di Vienna, sotto Peter Behrens e ha conseguito il diploma nel 1924.
Dal 1930 al 1932 ha lavorato per Behrens a Berlino e tra il 1932 e il 1936 è stato l'unico assistente pagato nello studio parigino di Le Corbusier. Durante questo periodo Neidhardt è stato coinvolto in diversi progetti importanti, tra cui un grande magazzino situato ad Alexanderplatz, Berlino. Fu anche vincitore del secondo premio in una competizione per il Padiglione Jugoslavo all'Exposition Internationale des Arts et Techniques dans la Vie Moderne, Parigi (1937). Ritorna a Zagabria nel 1937 dove progetta la Scuola teologica per la diocesi di Zagabria.
Si trasferì poi a Sarajevo nel 1939 e vi rimase fino alla fine della sua vita. Tale decisione fu fortemente influenzata da Dušan Grabrijan, un architetto sloveno-bosniaco, che ha pubblicato assieme a Neidhardt un libro intitolato L'architettura della Bosnia e il viaggio verso il moderno.
Neidhardt divenne professore (1953) presso la facoltà di architettura dell'Università di Sarajevo. L'architettura della Bosnia e le sue caratteristiche regionali occuparono Neidhardt per il resto della sua vita. I suoi lavori principali comprendevano complessi residenziali a basso costo, ad esempio a Vareš, Zenica e Ljubija, e, più prominentemente, la Facoltà di Filosofia (1955-9), l'Istituto di Fisica e Chimica (1959-1964) - entrambi gravemente danneggiati nel 1994 - e il piano urbanistico (1954) per il centro di Marin Dvor, sempre a Sarajevo. I suoi edifici e i principali progetti urbani sono stati tutti contrassegnati dalla sintesi di elementi costruttivi tradizionali e moderni sviluppi tecnologici e artistici, con una forte enfasi sull'integrazione dell'architettura con il paesaggio.
Le opere architettoniche più significative di Neidhardt includono opere quali la casa sciistica sul Trebević, la Facoltà di Filosofia, Istituto chimico-fisico, La casa degli Scout (Dom Izviđača) a Sarajevo, la soluzione di nucleo urbano di Marindvor a Sarajevo, e la sede del Parlamento della Bosnia ed Erzegovina.
Neidhardt è morto a Sarajevo a 77 anni ed è sepolto al cimitero di Bare.